# Желтовская Сопка
Желто́вская Со́пка — стратовулкан, расположенный в южной части полуострова Камчатка.
Вулкан расположен в 8 км к северо-востоку от вулкана Ильинская Сопка, в 20 км от озера Курильского.
Наивысшая точка находится на высоте 1953 м, относительная высота — 1600 м. Размеры основания данного вулкана 10 × 12 км, площадь — 85 км².
Восточный склон этого вулкана спускается к бухте Вестник.
Вулкан Желтовская Сопка начал формироваться в верхнем плейстоцене и закончил в голоцене.
Одно из крупнейших извержений вулкана произошло в 1823 году. Затем, после столетнего перерыва, Желтовская Сопка вновь проявил активную вулканическую деятельность, продолжавшуюся два месяца. Последнее извержение вулкана отмечено в марте 1972 году. С той поры Желтовская Сопка находится в стадии фумарольной активности. Летом 2012 произошёл крупный обвал. 
Вплоть до конца прошлого века в местном камчатском языковом обиходе вулкан носил ительменское название Уташуд. Оно было передано и небольшому островку, расположенному в бухте Вестник. Под названием Желтовская Сопка вулкан окончательно закрепился на картах в результате работ в этом районе геологического отряда Камчатской экспедиции Русского географического общества (1908—1911 гг.). Вулкан назван по мысу Жёлтому, замыкающему с северо-востока бухту Вестник и находящемуся примерно на траверзе Желтовской Сопки. В свою очередь, мыс Жёлтый получил название в 1830 году по преобладающему цвету своих обрывов. Название дано капитаном корпуса флотских штурманов П. И. Ильиным, проводившим гидрографическую съемку юго-восточного побережья полуострова (см. «Сопка Ильинская»).
В морской навигационной практике, начиная с XIX столетия, чаще использовалось другое название вулкана — Третья Сопка, в связи с тем, что после Камбальной Сопки и Ильинской Сопки Желтовская Сопка является третьим, самым приметным ориентиром на пути следования от мыса Лопатка к северо-востоку.